# Guerras germânicas

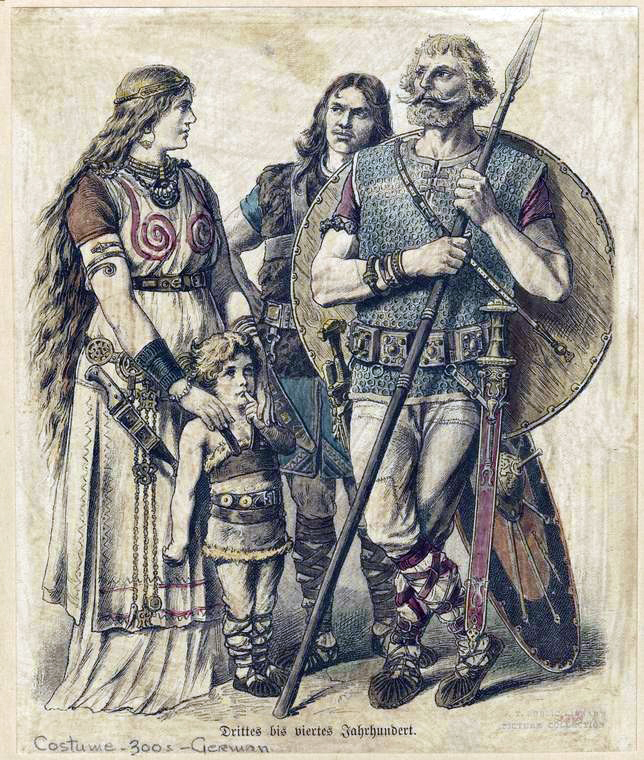
Representação de uma família germânica em meio aos acontecimentos da guerra.

"Guerras germânicas" é um nome dado a uma série de guerras entre os romanos e várias tribos germânicas entre 113 aC e 596 dC. A natureza dessas guerras variou ao longo do tempo entre a conquista romana, revoltas germânicas e invasões germânicas posteriores no Império Romano que começaram no final do século II aC. A série de conflitos, que começou no século V sob o imperador romano ocidental Honório, levou (juntamente com conflitos internos) à queda final do Império Romano do Ocidente.